# Csaba Dömötör
Csaba Dömötör, né le 13 septembre 1982 à Budapest (Hongrie), est un homme politique hongrois. Membre du Fidesz, il représente la Hongrie en tant que député européen depuis septembre 2024.

## Biographie

### Jeunesse et études
Csaba Dömötör naît le 13 septembre 1982 à Budapest.
Entre 1993 et 2001, Csaba Dömötör suit ses études secondaires au lycée Berze Nagy János. De 2001 à 2006, il étudie les relations internationales à la Faculté des sciences sociales de l'université Corvinus de Budapest, avec une spécialisation en Europe.
Csaba Dömötör possède un examen de langue de niveau avancé en anglais, avec une spécialisation en langue de l'économie (type C). En outre, il a un examen de langue de niveau avancé en français (type C) et un examen de langue de niveau intermédiaire en allemand, également avec une spécialisation en langue de l'économie (type C).

### Carrière politique
Du 21 octobre 2015 au 17 mai 2018, et depuis le 22 mai 2018, il est secrétaire d'État au Cabinet du Premier ministre.
Le 8 mai 2018, Csaba Dömötör est élu à l'Assemblée nationale hongroise, représentant le Fidesz.
Le 19 février 2019, une déclaration qu’il a faite lors d'une intervention : « Où sont maintenant les étoiles jaunes ? Je vois des badges, mais je ne vois pas l'étoile jaune. » suscite l'indignation, car parmi les députés des factions de l'opposition, certains ont des ancêtres ayant été victimes de la Shoah,,,.
En septembre 2024, Csaba Dömötör devient député européen à la suite de la démission de Balázs Győrffy, après que celui-ci a reconnu avoir agressé une femme alors qu'il était ivre. Il siège au sein du groupe Patriotes pour l'Europe,.

## Vie privée
Il est marié et père de trois filles et d'un garçon. Sa femme est Erzsébet Dömötör-Hollik. Ses enfants sont Hanga Júlia Dömötör, Lilla Erzsébet Dömötör, Kinga Dömötör et Csongor Dömötör.